# AMI Records
AMI Records est un label français qui a été fondé en 1971 et arrêté en 1974. Le label est distribué par Discodis.

## Principaux artistes

### Français
Billy Bridge sous le nom de Black Swan, Carlos, Pierre Charby, Hervé Cristiani, Marcel Dadi, Richard Gilly, Christiane Legrand, José Salcy, Stone et Charden, Roger Tellier

### Internationaux
Manu Dibango, Martha Veléz (en)